# Cannelburg
Cannelburg és una població dels Estats Units a l'estat d'Indiana. Segons el cens del 2000 tenia 140 habitants.

## Demografia
Segons el cens del 2000, Cannelburg tenia 140 habitants, 51 habitatges, i 42 famílies. La densitat de població era de 284,5 habitants per km².
Dels 51 habitatges en un 43,1% hi vivien nens de menys de 18 anys, en un 64,7% hi vivien parelles casades, en un 11,8% dones solteres, i en un 17,6% no eren unitats familiars. En el 17,6% dels habitatges hi vivien persones soles el 5,9% de les quals corresponia a persones de 65 anys o més que vivien soles. El nombre mitjà de persones vivint en cada habitatge era de 2,75 i el nombre mitjà de persones que vivien en cada família era de 3,07.
Per edats la població es repartia de la següent manera: un 33,6% tenia menys de 18 anys, un 7,1% entre 18 i 24, un 29,3% entre 25 i 44, un 19,3% de 45 a 60 i un 10,7% 65 anys o més.
L'edat mediana era de 32 anys. Per cada 100 dones de 18 o més anys hi havia 102,2 homes.
La renda mediana per habitatge era de 37.917 $ i la renda mediana per família de 37.917 $. Els homes tenien una renda mediana de 32.083 $ mentre que les dones 16.458 $. La renda per capita de la població era de 12.674 $. Entorn del 20,9% de les famílies i el 14,9% de la població estaven per davall del llindar de pobresa.

## Poblacions més properes
El següent diagrama mostra les poblacions més properes.